# يوميات غوبلز
مذكرات غوبلز أو يوميات غوبلز هي مجموعة من الكتابات التي كتبها جوزيف غوبلز، وهو عضو بارز في حزب العمال الألماني الاشتراكي الوطني (NSDAP) ووزيروزارة التنوير والدعاية العامة للرايخ في حكومة أدولف هتلر من عام 1933 إلى عام 1945. تم نشرها مؤخرًا بالكامل باللغة الألمانية وهي متوفرة فقط جزئيًا باللغة الإنجليزية، وهي مصدر رئيسي للتاريخ الداخلي للحزب النازي ولسنواته الـ 12 في السلطة في ألمانيا. كتب المؤرخ البريطاني إيان كيرشو في مقدمة سيرة حياته لهتلر: «على الرغم من كل الحذر الذي يجب أن يعلق بشكل طبيعي بملاحظات غوبلز التي يتم الإبلاغ عنها بانتظام من قبل هتلر   ... إن سرعة التعليقات وتواترها تجعلها مصدرًا مهمًا للغاية للتعرف على تفكير وعمل هتلر.» 

## المنشورات

### في ألمانيا
تم تحرير نسخة من 29 مجلدا تمتد من 1923 إلى 1945 بواسطة Elke Fröhlich وآخرون. يقال أنه تم الانتهاء بنسبة 98 ٪. بدأ النشر في عام 1993، مع ظهور المجلد الأخير في عام 2008
- Die Tagebücher von Joseph Goebbels, Teil I Aufzeichnungen 1923–1941 [The Diaries of Joseph Goebbels, Part I: Notations, 1923–1941] ((ردمك 3-598-23730-8))

| الصوت     | تواريخ الدخول             | محرر (ق)                                                              | سنة النشر |
| --------- | ------------------------- | --------------------------------------------------------------------- | --------- |
| 1 / أنا   | أكتوبر 1923 - نوفمبر 1925 | Elke Fröhlich                                                         | 2004      |
| 1 / II    | ديسمبر 1925 - مايو 1928   | Elke Fröhlich                                                         | 2005      |
| 1 / ثالثًا | يونيو 1928 - نوفمبر 1929  | آن موندينج                                                            | 2004      |
| 2 / أنا   | ديسمبر 1929 - مايو 1931   | آن موندينج                                                            | 2005      |
| 2 / II    | يونيو 1931 - سبتمبر 1932  | أنجيلا هيرمان                                                         | 2004      |
| 2 / ثالثًا | أكتوبر 1932 - مارس 1934   | أنجيلا هيرمان                                                         | 2006      |
| 3 / أنا   | أبريل 1934 - فبراير 1936  | أنجيلا هيرمان </br> هارتموت مهرينغر </br> آن موندينج </br> جانا ريختر | 2005      |
| 3 / ثانيا | مارس 1936 - فبراير 1937   | جانا ريختر                                                            | 2001      |
| 4         | مارس - نوفمبر 1937        | Elke Fröhlich                                                         | 2000      |
| 5         | ديسمبر 1937 - يوليو 1938  | Elke Fröhlich                                                         | 2000      |
| 6         | أغسطس 1938 - يونيو 1939   | جانا ريختر                                                            | 1998      |
| 7         | يوليو 1939 - مارس 1940    | Elke Fröhlich                                                         | 1998      |
| 8         | أبريل - نوفمبر 1940       | جانا ريختر                                                            | 1997      |
| 9         | ديسمبر 1940 - يوليو 1941  | Elke Fröhlich                                                         | 1997      |

- Die Tagebücher von Joseph Goebbels, Teil II Diktate 1941–1945 [The Diaries of Joseph Goebbels, Part II: Dictations, 1941–1945] ((ردمك 3-598-21920-2)):

| الصوت | تواريخ الدخول        | محرر (ق)                      | سنة النشر |
| ----- | -------------------- | ----------------------------- | --------- |
| 1     | يوليو - سبتمبر 1941  | Elke Fröhlich                 | 1996      |
| 2     | أكتوبر - ديسمبر 1941 | Elke Fröhlich                 | 1996      |
| 3     | يناير - مارس 1942    | Elke Fröhlich                 | 1995      |
| 4     | أبريل - يونيو 1942   | Elke Fröhlich                 | 1995      |
| 5     | يوليو - سبتمبر 1942  | أنجيلا ستوبر                  | 1995      |
| 6     | أكتوبر - ديسمبر 1942 | هارتموت مهرينغر               | 1996      |
| 7     | يناير - مارس 1943    | Elke Fröhlich                 | 1993      |
| 8     | أبريل - يونيو 1943   | هارتموت مهرينغر               | 1993      |
| 9     | يوليو - سبتمبر 1943  | مانفريد كيتيل                 | 1993      |
| 10    | أكتوبر - ديسمبر 1943 | فولكر دهم                     | 1994      |
| 11    | يناير - مارس 1944    | ديتر مارك شنايدر              | 1994      |
| 12    | أبريل - يونيو 1944   | هارتموت مهرينغر               | 1995      |
| 13    | يوليو - سبتمبر 1944  | جانا ريختر                    | 1995      |
| 14    | أكتوبر - ديسمبر 1944 | جانا ريختر </br> هيرمان جرامل | 1996      |
| 15    | يناير - أبريل 1945   | ماكسيميليان جشيد              | 1995      |

- Die Tagebücher von Joseph Goebbels, Teil III Register 1923–1945 [The Diaries of Joseph Goebbels, Part III: Register, 1923–1945]:

| محتويات                                                      | محرر (ق) | سنة النشر |
| ------------------------------------------------------------ | --- | --------- |
| السجل الجغرافي. سجل الأشخاص                                  | أنجيلا هيرمان | 2007      |
| مقدمة من Elke Fröhlich للعمل الكامل. دليل الموضوع. 2 مجلدات. | فلوريان ديرل، أوتي كيك، بنيامين أوبرمولر، أنيكا سومرسبرغ وأولا بريتا فولهاردت. تنسيق وجمع من قبل أولا بريتا فولهاردت. ألحان أنجيلا هيرمان. | 2008      |

- Astrid M. Eckert, Stefan Martens, "Glasplatten im märkischen Sand: Ein Beitrag zur Überlieferungsgeschichte der Tageseinträge und Diktate von Joseph Goebbels," Vierteljahrshefte für Zeitgeschichte 52 (2004): 479–526.
- Angela Hermann, "In 2 Tagen wurde Geschichte gemacht". Über den Charakter und Erkenntniswert der Goebbels-Tagebücher ["In Two Days, History Was Made": About the Character and Scientific Value of the Goebbels Diary]. Published in Stuttgart in 2008 ((ردمك 978-3-9809603-4-2)).
- Angela Hermann, Der Weg in den Krieg 1938/39. Quellenkritische Studien zu den Tagebüchern von Joseph Goebbels. München 2011 ((ردمك 978-3-486-70513-3)).

### في الترجمة الإنجليزية
- The Goebbels Diaries, 1939–1941, edited and translated by Fred Taylor. First published in London by Hamish Hamilton in 1982 ((ردمك 0-241-10893-4)). The first American edition was published by Putnam in 1983 ((ردمك 0-399-12763-1)). This translation of a previously unpublished part of Goebbel's diaries was the subject of controversy.[2]
- The Goebbels Diaries, 1942–1943 was translated, edited, and introduced by Louis P. Lochner. First published by Doubleday in 1948. It was reprinted by Greenwood Press in 1970 ((ردمك 0-837-13815-9))
- Final Entries 1945: The Diaries of Joseph Goebbels was edited, introduced, and annotated by Hugh Trevor-Roper. First published by Putnam in 1978 ((ردمك 0-399-12116-1)). An annotated edition was published by Pen and Sword in 2008 ((ردمك 1-844-15646-X)).